# FC BFV
El FC BFV es un equipo de fútbol de Madagascar que juega en la Segunda División de Madagascar, la segunda liga de fútbol más importante del país.

## Historia
Fue fundado en el año 1978 en la capital Antananarivo y es uno de los clubes importantes de la ciudad capital, principalmente entre finales de la década de los años 1980s y los años 1990s, periodo en el que fueron un equipo consistente en el Campeonato malgache de fútbol, en donde inclusive fueron campeones en el año 1996 y consiguieron dos títulos de copa. Son propiedad del Banco de Antananarivo.
A nivel internacional han participado en 3 torneos continentales, en los cuales han sido el único equipo de Madagascar en haber alcanzado las semifinales de un torneo organizado por la CAF, el cual fue en la Recopa Africana 1989, siendo eliminados por el Bendel United de Nigeria.
El club había desaparecido en el año 2000 por problemas financieros, pero fue refundado en el 2013 por un grupo de exjugadores que estuvieron en el club en aquellos años.

## Palmarés
- Campeonato malgache de fútbol: 1

1996
- Copa de Madagascar: 2

1988, 1990

## Participación en competiciones de la CAF
| Temporada | Torneo                      | Ronda            | Club               | Casa  | Visita | Global |
| --------- | --------------------------- | ---------------- | ------------------ | ----- | ------ | ------ |
| 1989      | Recopa Africana             | 1                | Dynamos FC         | 1-0   | 1-1    | 1-2    |
| 1989      | Recopa Africana             | 2                | Power Dynamos FC   | 3-1   | 1-2    | 4-3    |
| 1989      | Recopa Africana             | Cuartos de final | USK Alger          | w.o.1 | 1-3    | 1-3    |
| 1989      | Recopa Africana             | Semifinales      | Bendel United      | 0-0   | 1-4    | 1-4    |
| 1991      | Recopa Africana             | 1                | KCC                | 1-0   | 1-3    | 2-3    |
| 1997      | Liga de Campeones de la CAF | Preliminar       | Saint-Michel       | 2-1   | 3-0    | 5-1    |
| 1997      | Liga de Campeones de la CAF | 1                | Ferroviário Maputo | 0-1   | 0-4    | 0-5    |

1- USK Alger abandonó el torneo antes de jugar el partido de vuelta.

## Jugadores

### Jugadores destacados
- Clarel Ramasinaivo

## Entrenadores

### Entrenadores destacados
- Claude Ravelomanantsoa[3]